# Tanaecia pseudo-valmikis
Tanaecia pseudo-valmikis är en fjärilsart som beskrevs av Hans Fruhstorfer 1913. Tanaecia pseudo-valmikis ingår i släktet Tanaecia och familjen praktfjärilar. Inga underarter finns listade i Catalogue of Life.